# Мензель-Салем
Мензель-Салем (араб. منزل سالم) — місто в Тунісі. Входить до складу вілаєту Ель-Кеф. Станом на 2004 рік тут проживало 2 211 осіб.